# Stazione di Trepuzzi
La stazione di Trepuzzi è la stazione ferroviaria della linea Adriatica posta nel territorio dell'omonimo comune.

## Storia
La stazione fu aperta assieme al tronco ferroviario Brindisi-Lecce il 16 gennaio 1866. Conta due binari dotati di pensilina, collegati tra loro tramite sottopassaggio.

## Servizi
La stazione dispone di:
- Sala d'attesa
- Servizi igienici